# 芦浦镇 (苍南县)
芦浦镇是中华人民共和国浙江省苍南县的一个已经撤销的行政建制镇。地处沿海平原水乡，面积8平方公里。是苍南县境内历史较久的集镇之一，与宜山、钱库、金乡合称为江南“三条半街”。1986年撤乡建镇。辖芦浦、东门垟、南宕、前垟底、黄楼下村、石路、林家院、县后、前垟、鉴后东、鉴后西、鉴后垟、儒桥头、增产等14个行政村。2005年总人口2.3万人。
芦浦的经济传统上以渔业、盐业及烟花爆竹为主，今日滩涂养殖业有较大发展，东门垟蛏子仍为本地重要特产。
1983年以前，该镇交通完全靠水路与外界联系。1983年，建成芦（浦）钱（库）公路。
2011年，芦浦镇被撤销，并入苍南县龙港镇（今龙港市）。